# Puya chilensis
Puya chilensis là một loài thực vật có hoa trong họ Bromeliaceae. Loài này được Molina miêu tả khoa học đầu tiên năm 1782. The plant is believed to be hazardous to sheep and birds which may become entangled in the spines of the leaves.

## Hình ảnh

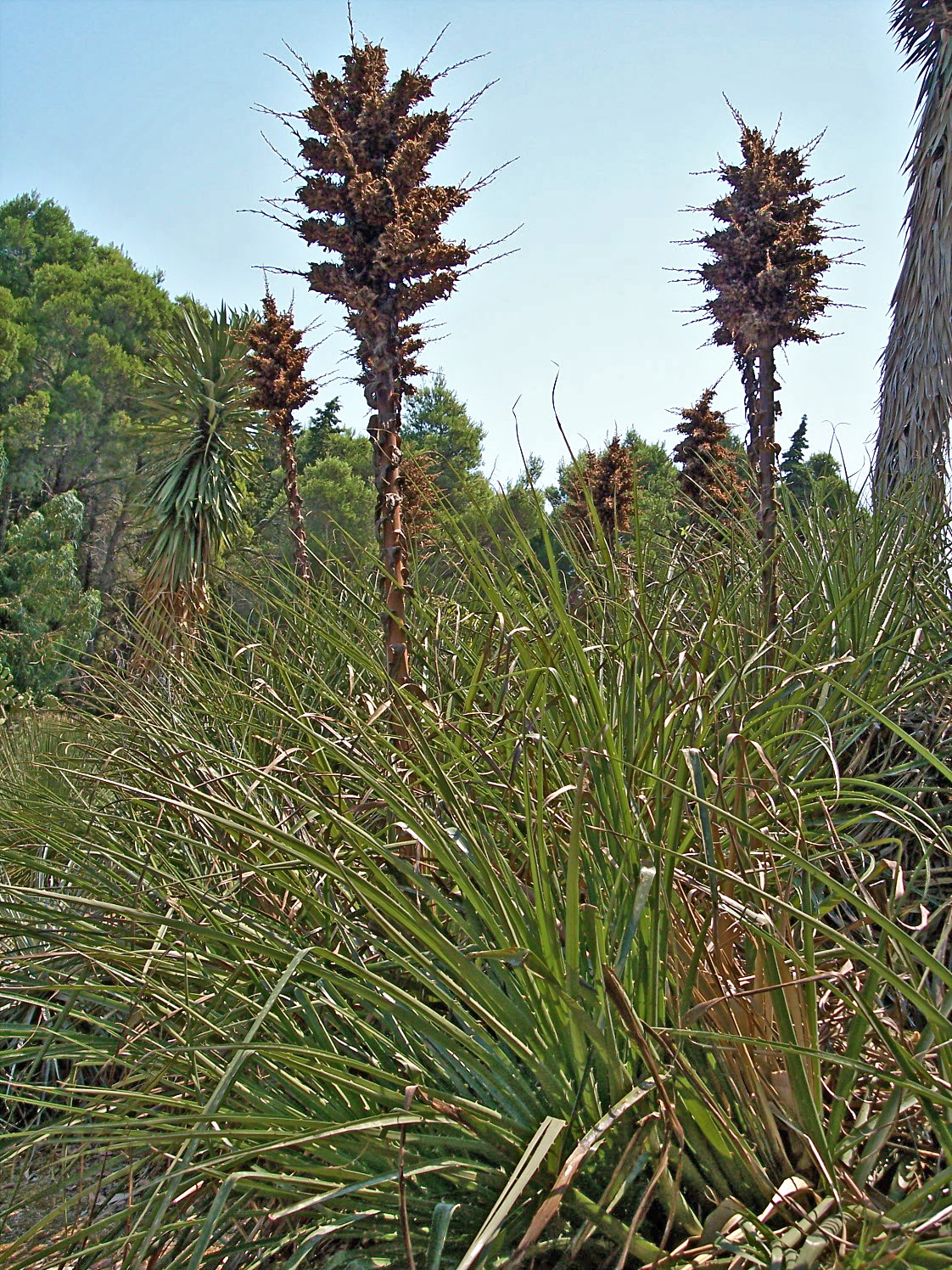
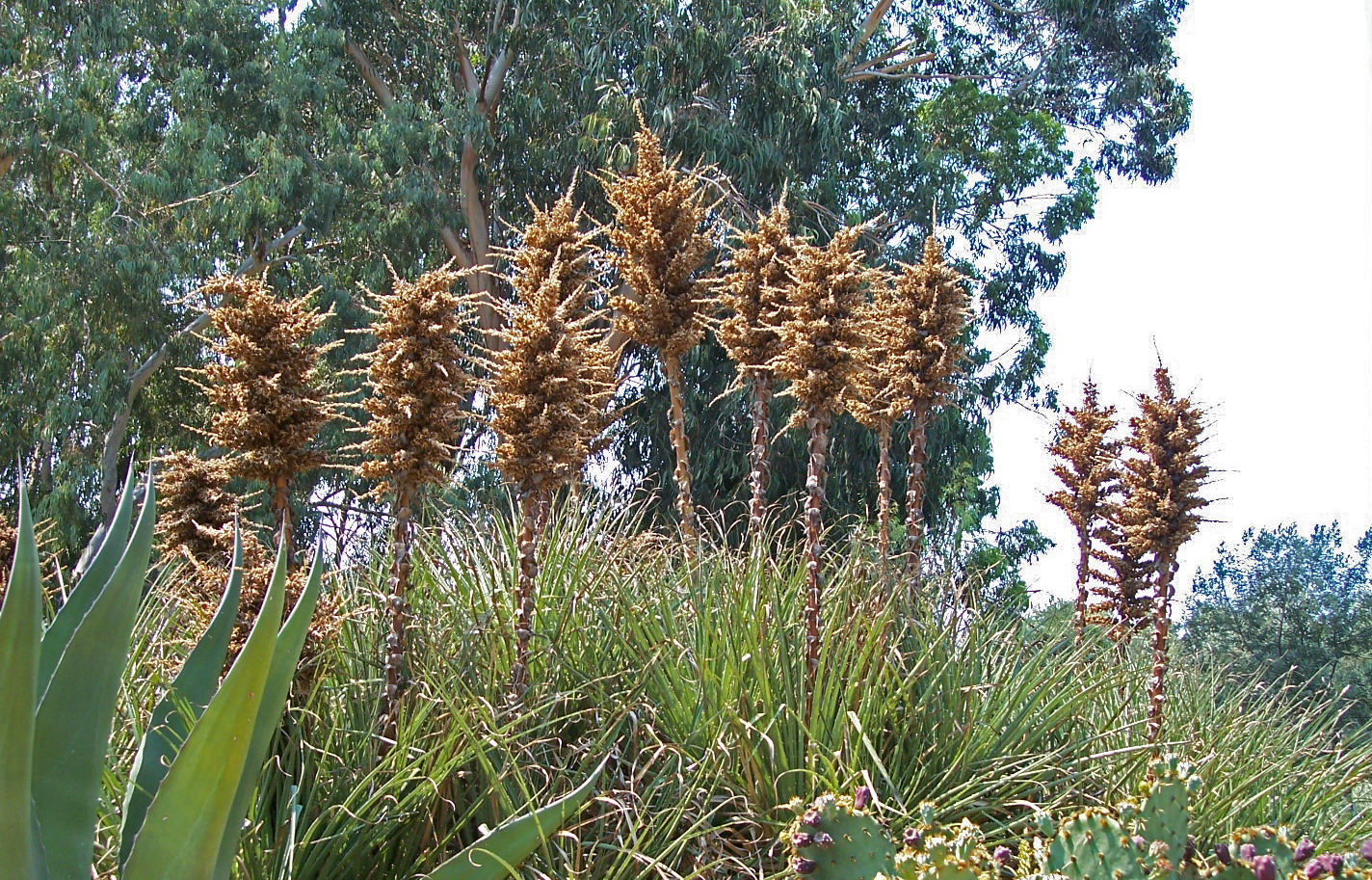
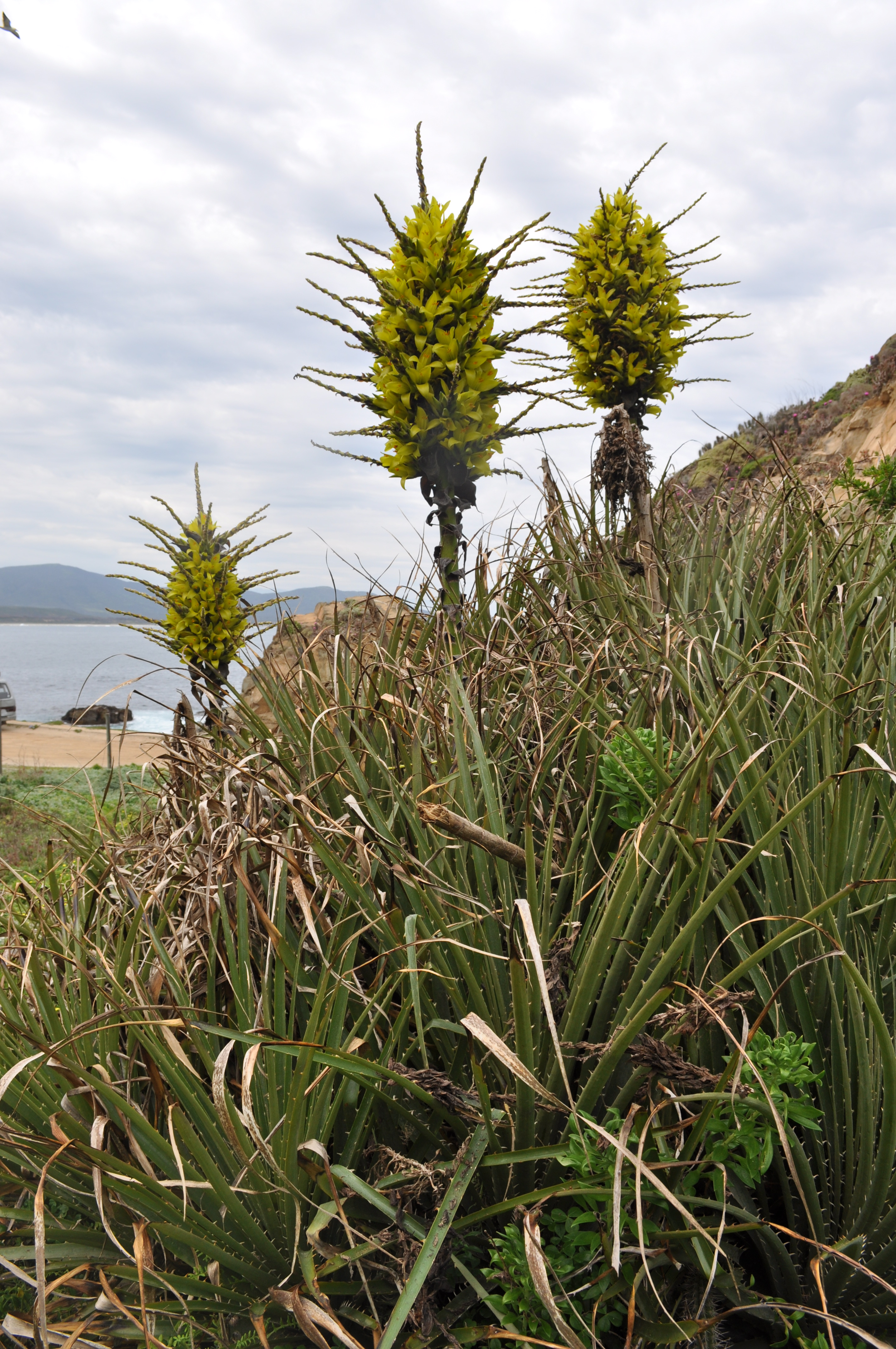
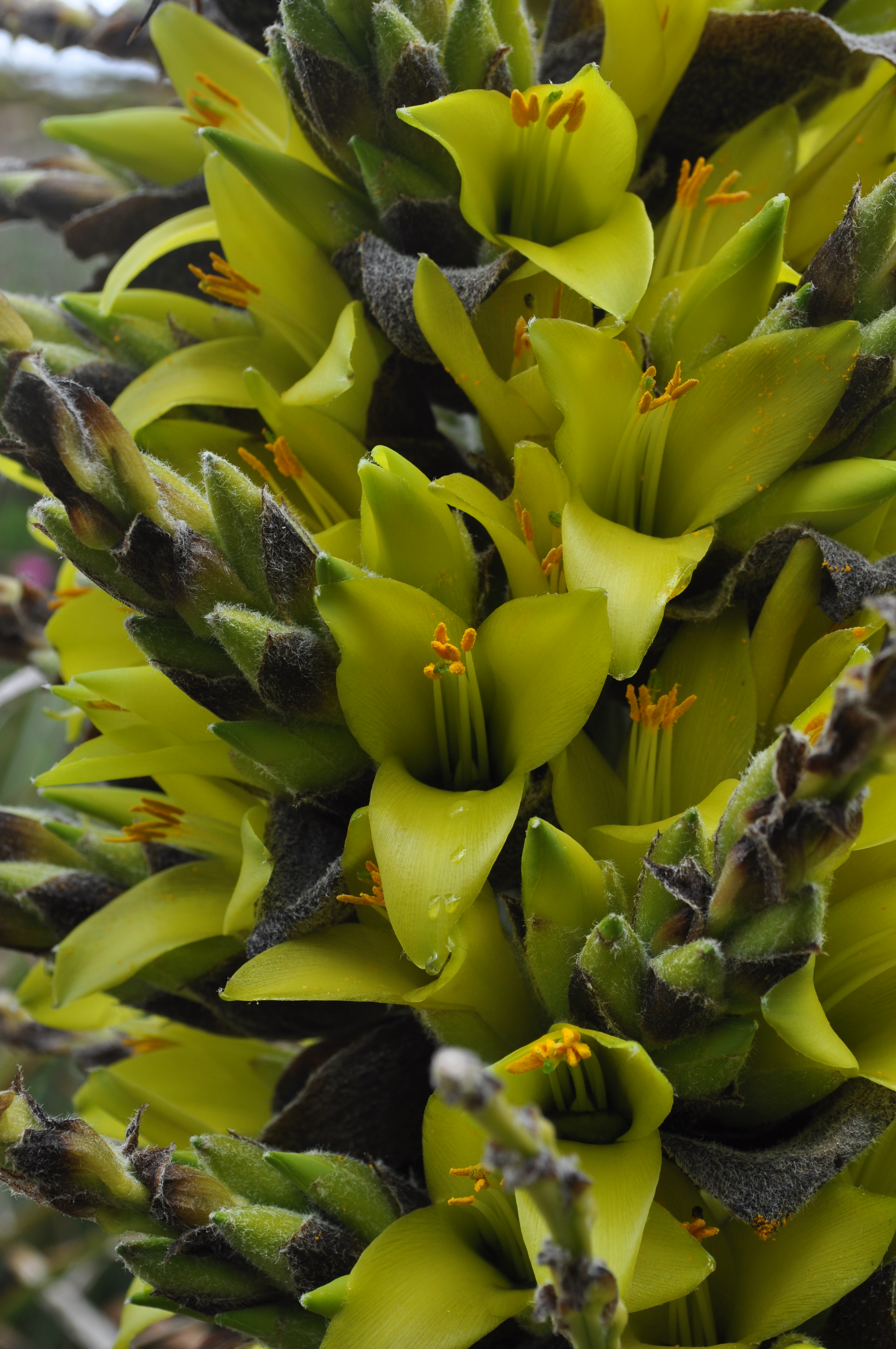
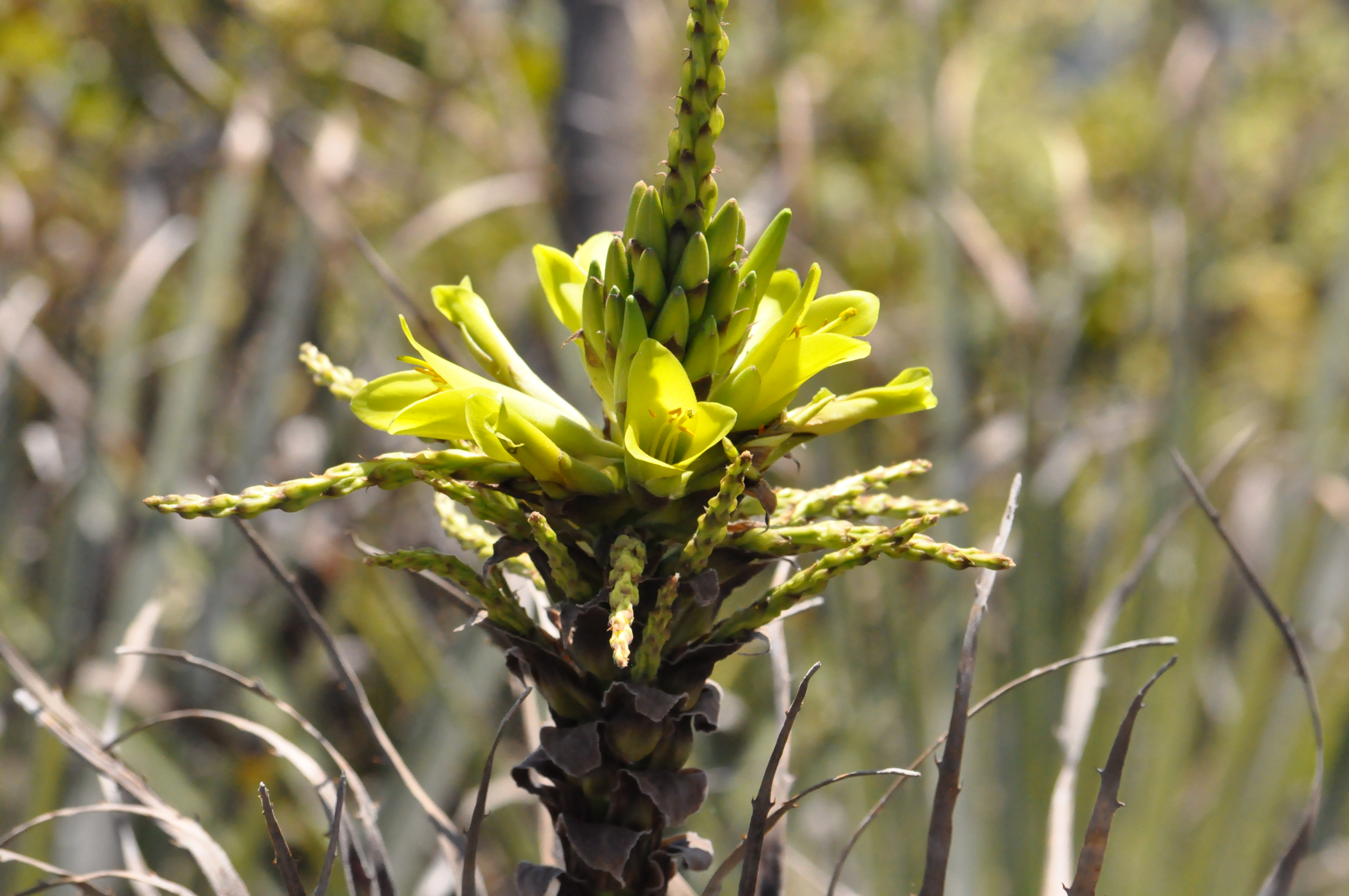
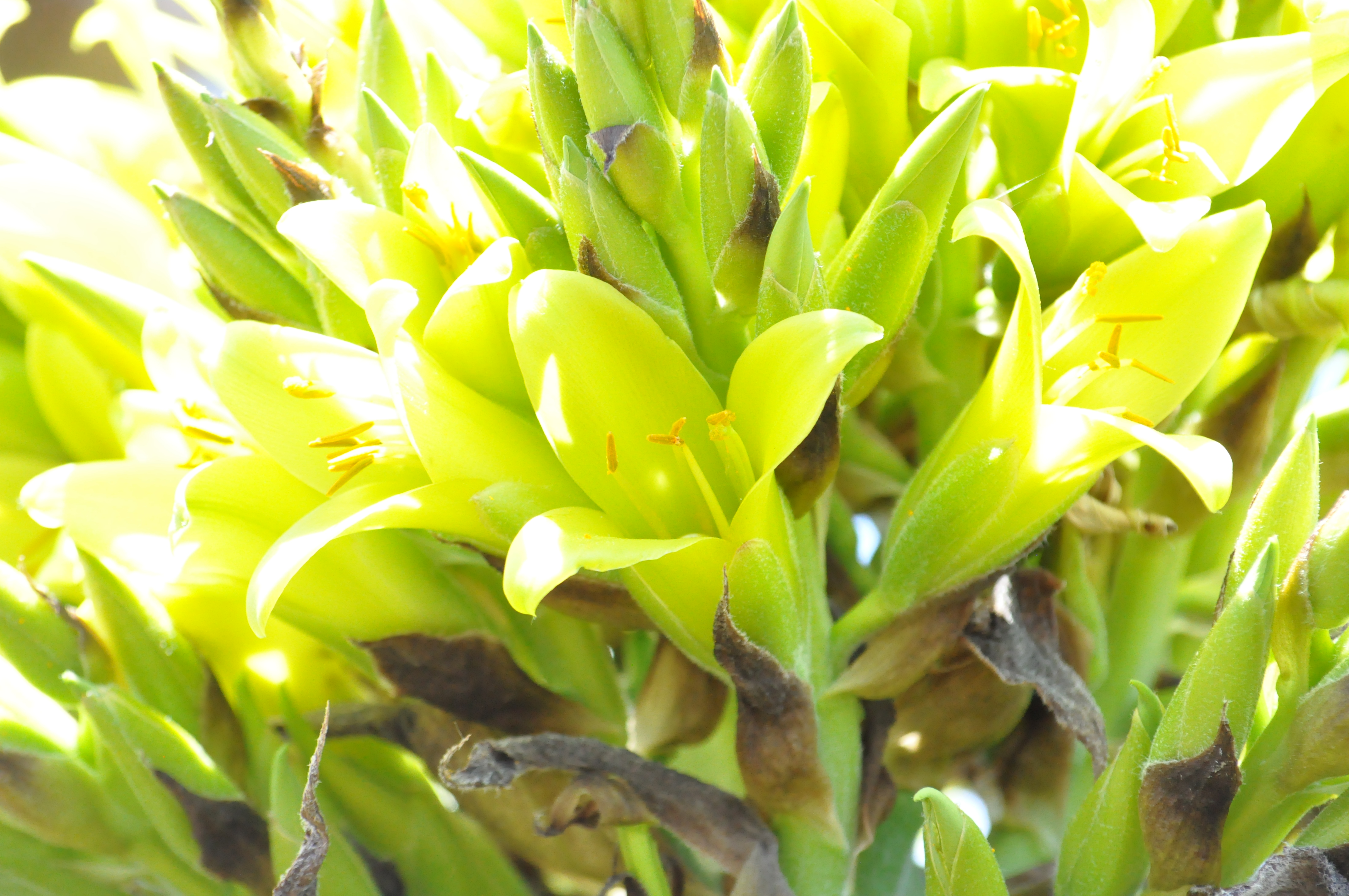
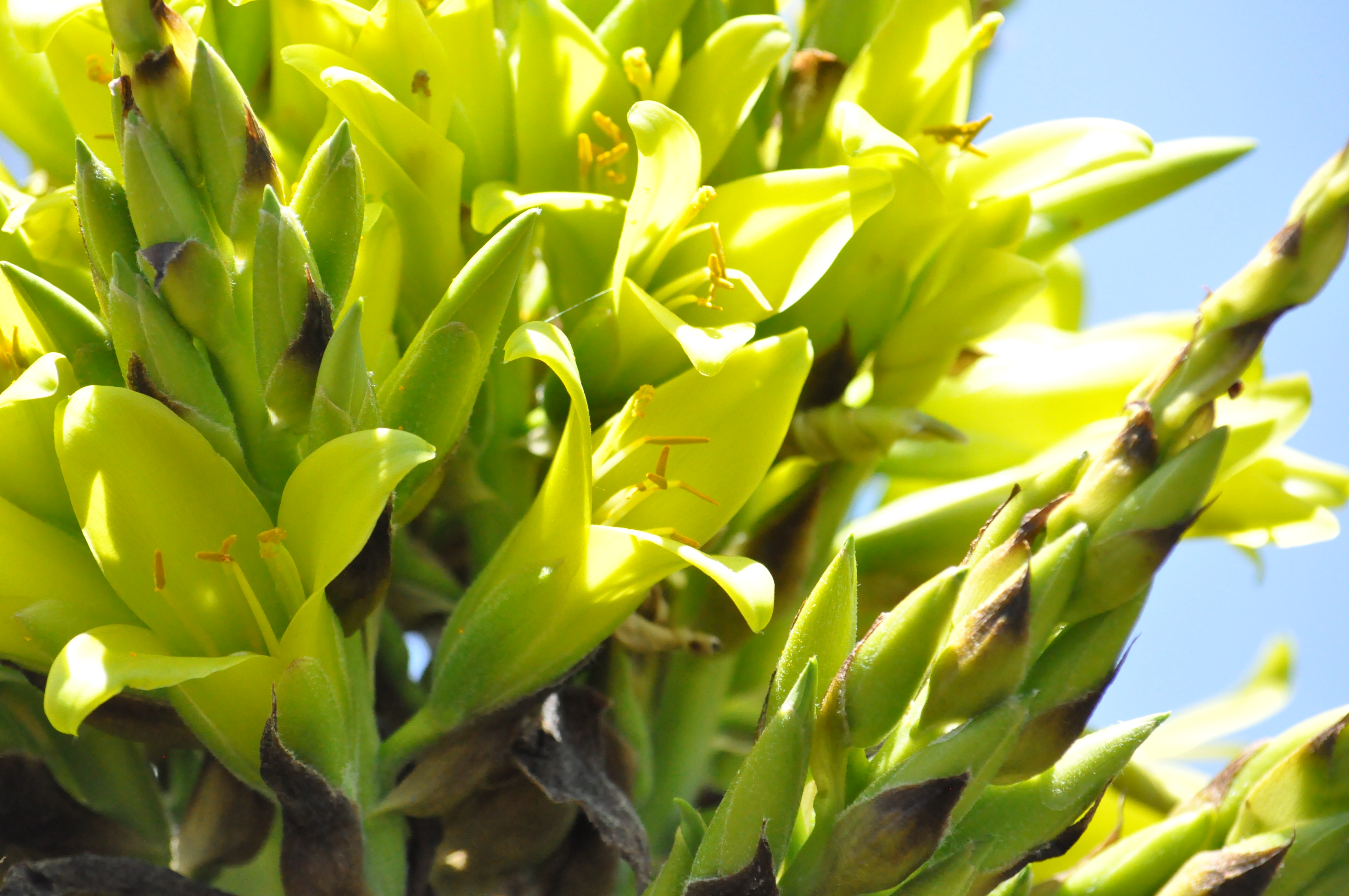
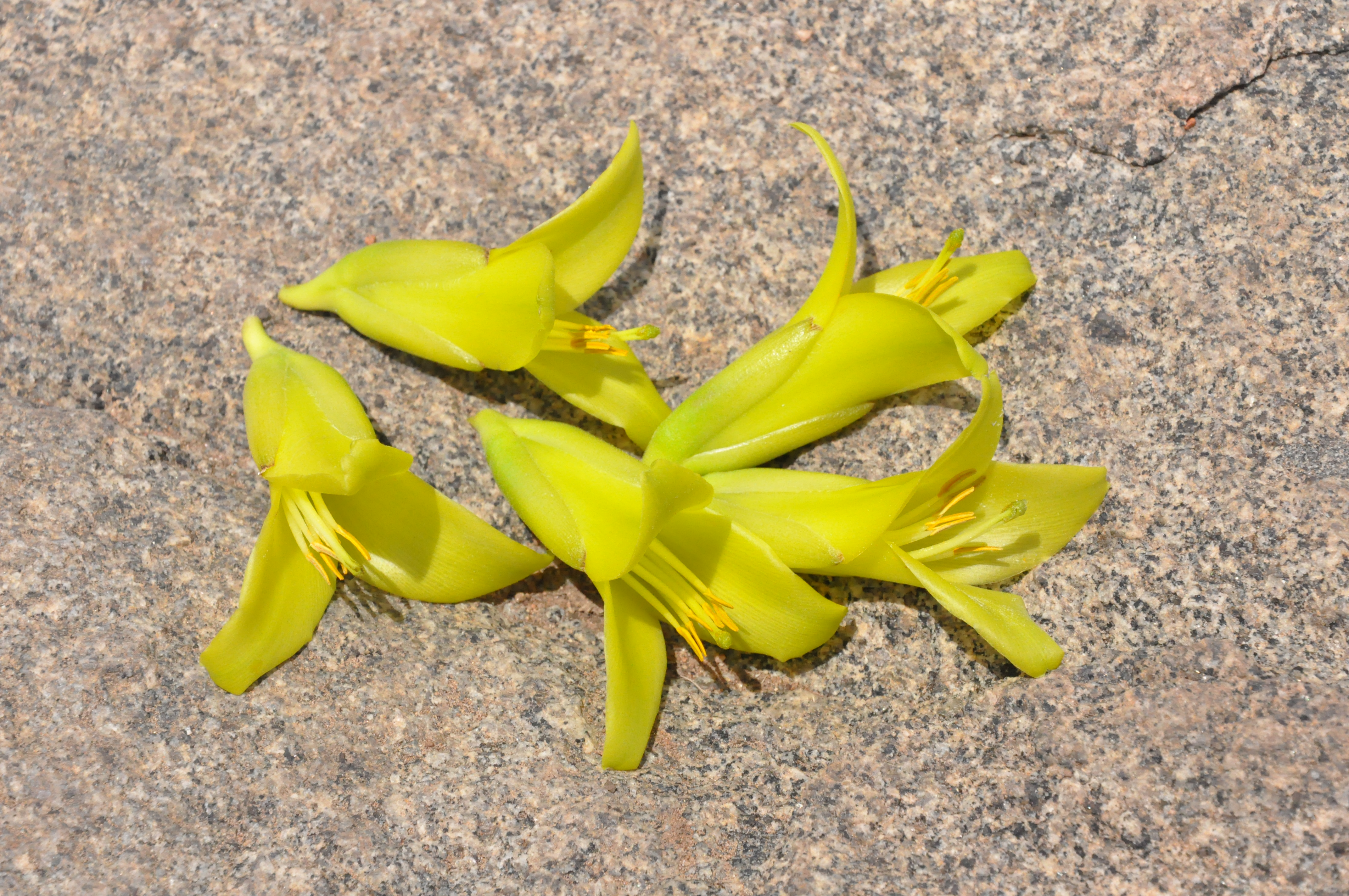
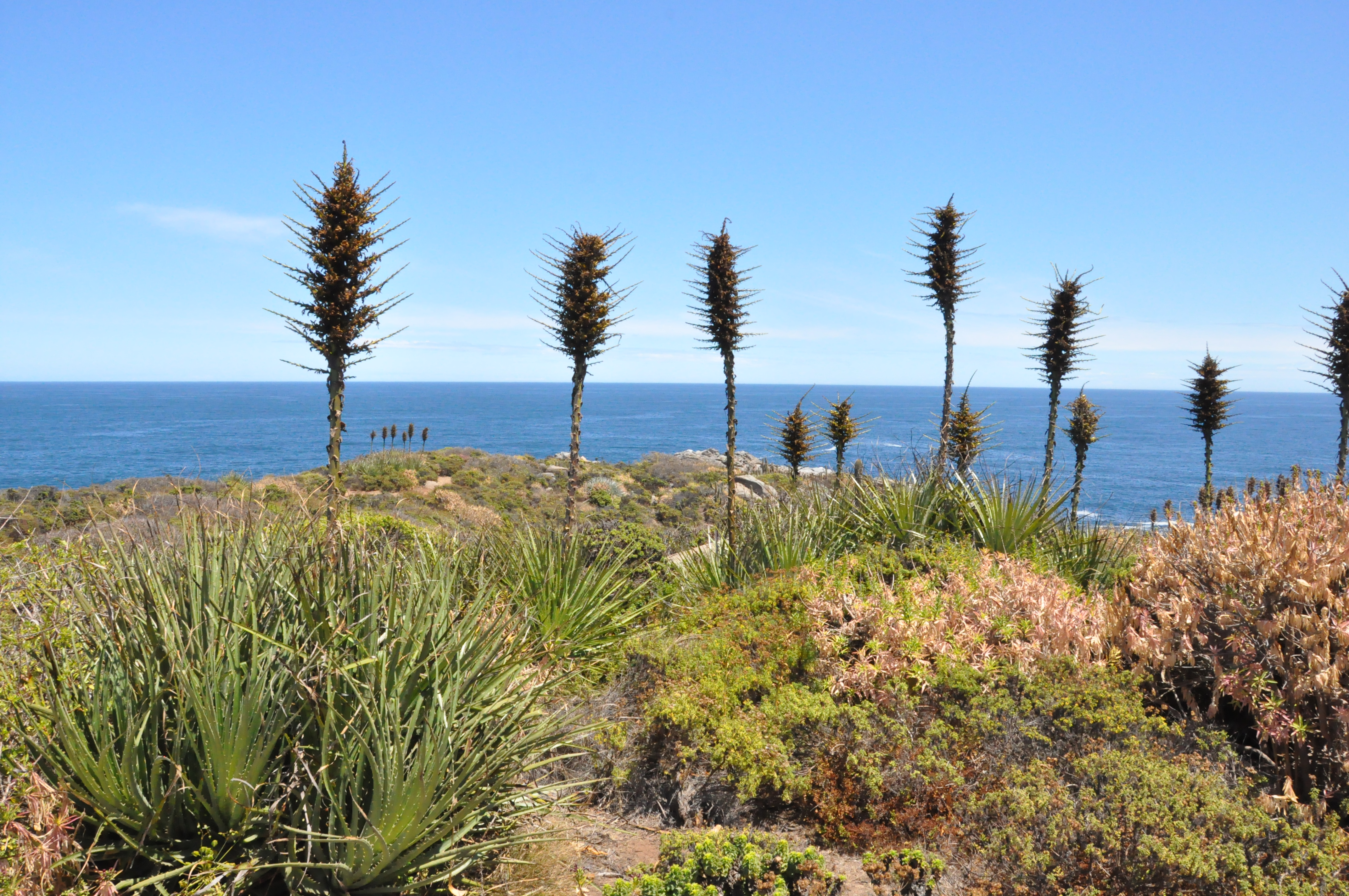
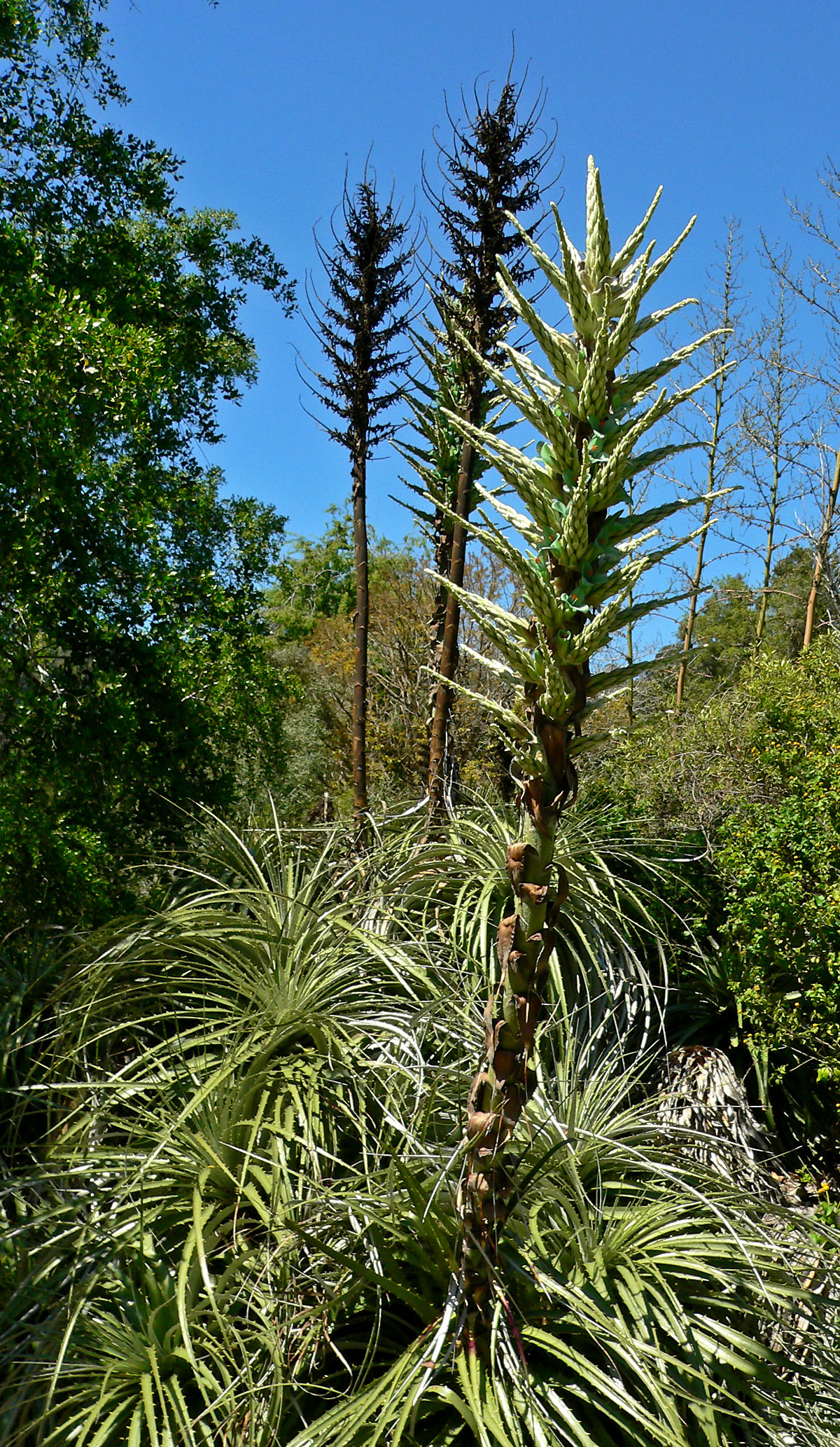
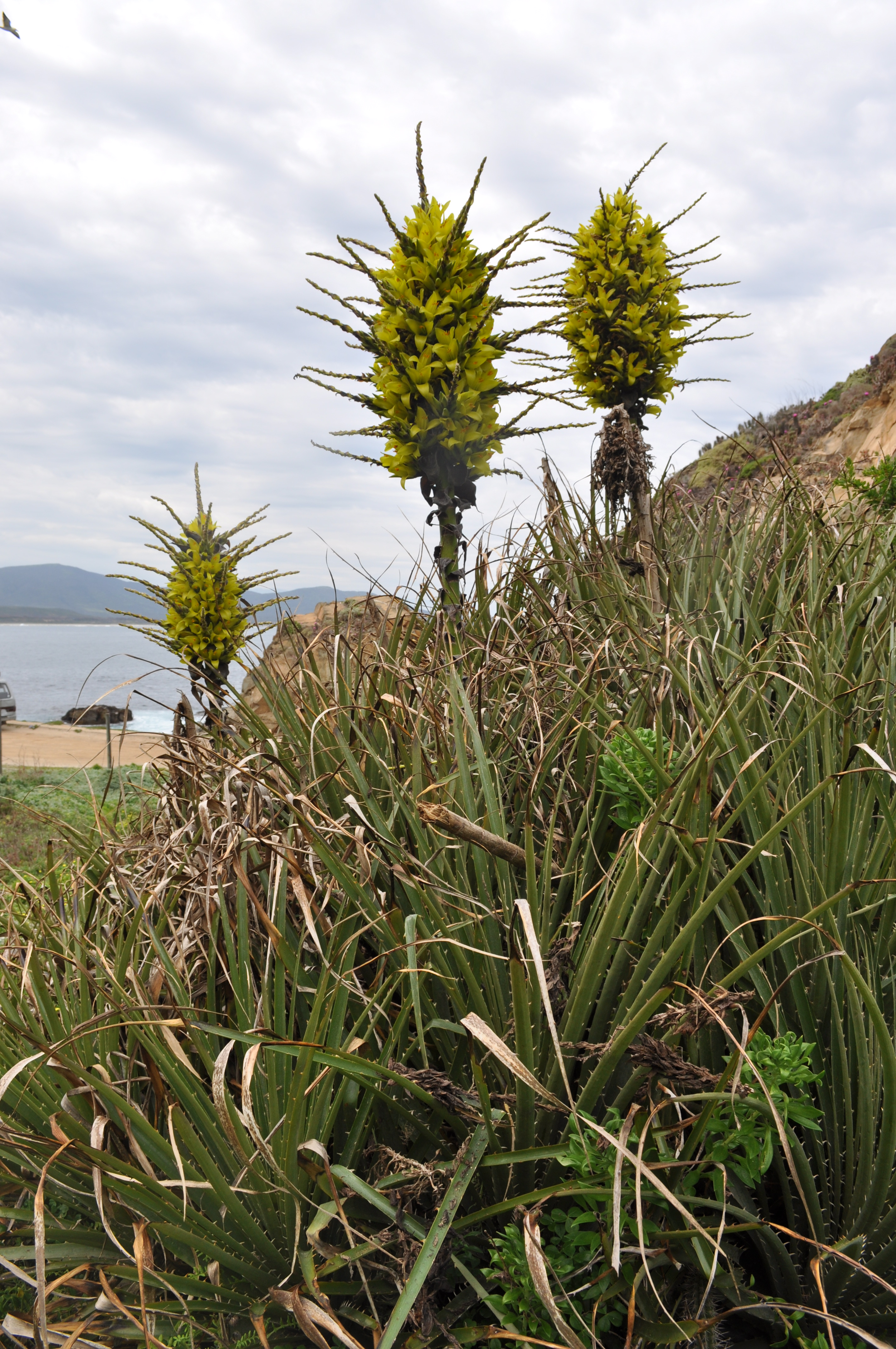
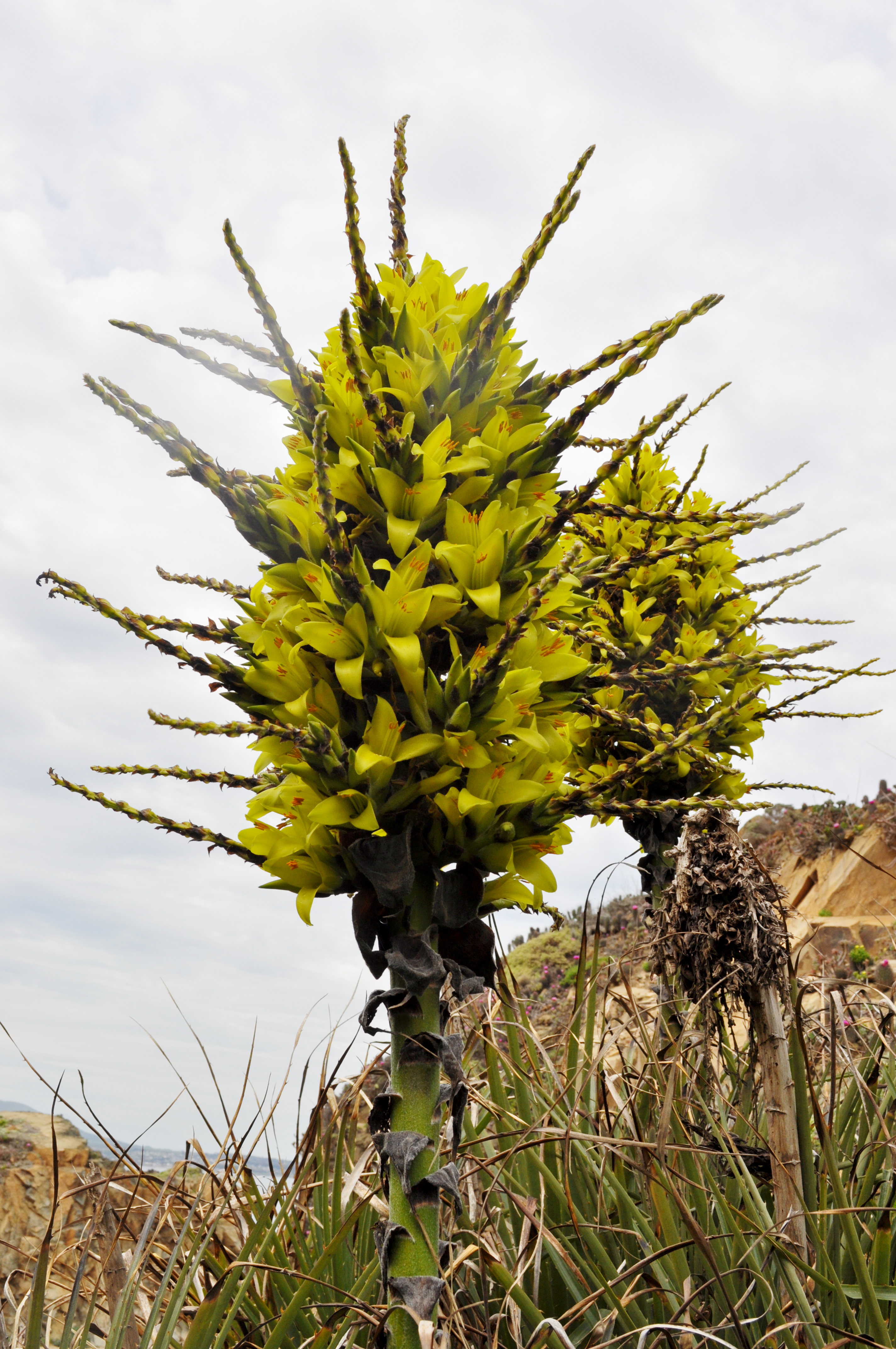
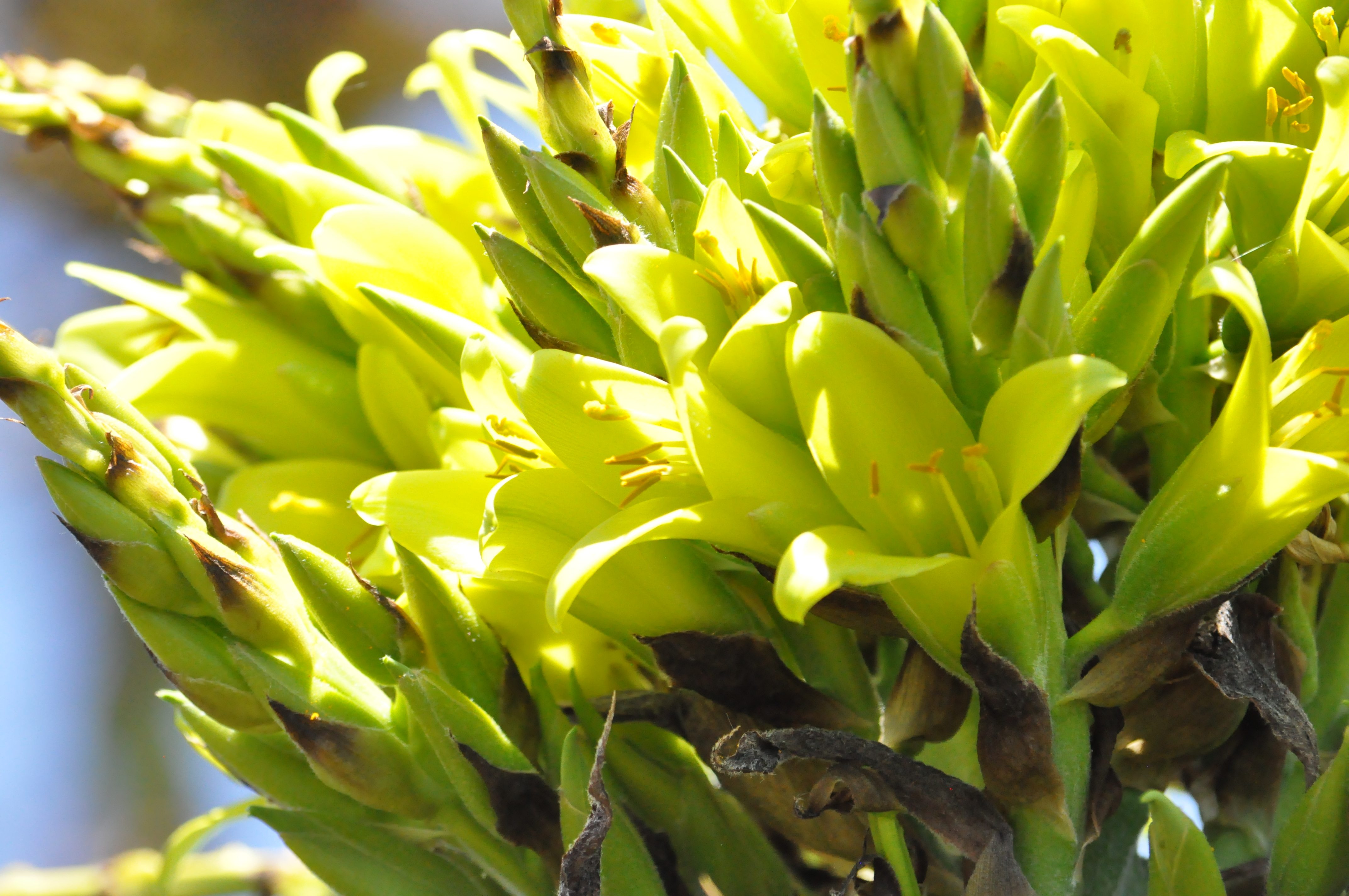